# هيتوشي كيهارا
هيتوشي كيهارا (باليابانية: 木原均؛ بالكانا: きはら ひとし) هو عالم نبات وعالم وراثة وأستاذ جامعي ياباني، ولد في 21 أكتوبر 1893 في طوكيو في اليابان، وتوفي في 27 يوليو 1986 في يوكوهاما في اليابان.